# Sebastian Stolze
Sebastian Stolze (Leinefelde, 1995. január 29. –) német utánpótlás-válogatott labdarúgó, jelenleg a VfL Wolfsburg második csapatának játékosa.

## Pályafutása
A SV Viktoria Kirchworbis és az SC Leinefelde 1912 csapataiban nevelkedett 2006-ig, majd a Rot-Weiß Erfurt akadémiájára került és itt is mutatkozott be a felnőtt csapatban. 2013. augusztus 10-én debütált a 3. Ligában az SC Preußen Münster csapata ellen a 62. percben Simon Brandstetter cseréjeként lépett pályára és a 83. percben megszerezte első gólját, valamint beállította a 3-1-es végeredményt a mérkőzésen. Decemberben aláírt 2017. június 30-ig a VfL Wolfsburg csapatához. Új klubjánál ismét akadémista lett és az U19-es csapat mellett a második csapat játékosa lett.

## Válogatott
2013. november 13-án a német U19-es labdarúgó-válogatottban debütált a francia U19-es labdarúgó-válogatott elleni felkészülési mérkőzésen kezdőként és a 4-3-ra megnyert felkészülési mérkőzésen 2 gólt szerzett. Részt vett az U19-es labdarúgó válogatottal a Magyarországon megrendezésre kerülő 2014-es U19-es labdarúgó-Európa-bajnokságon, ahol aranyérmesként zárt a válogatottal.

## Sikerei, díjai

### Klub
- VfL Wolfsburg II
  - Regionalliga Nord: 2015–16

### Válogatott
- Németország U19
  - U19-es labdarúgó-Európa-bajnokság: 2014